# PETRA (Teilchenbeschleuniger)

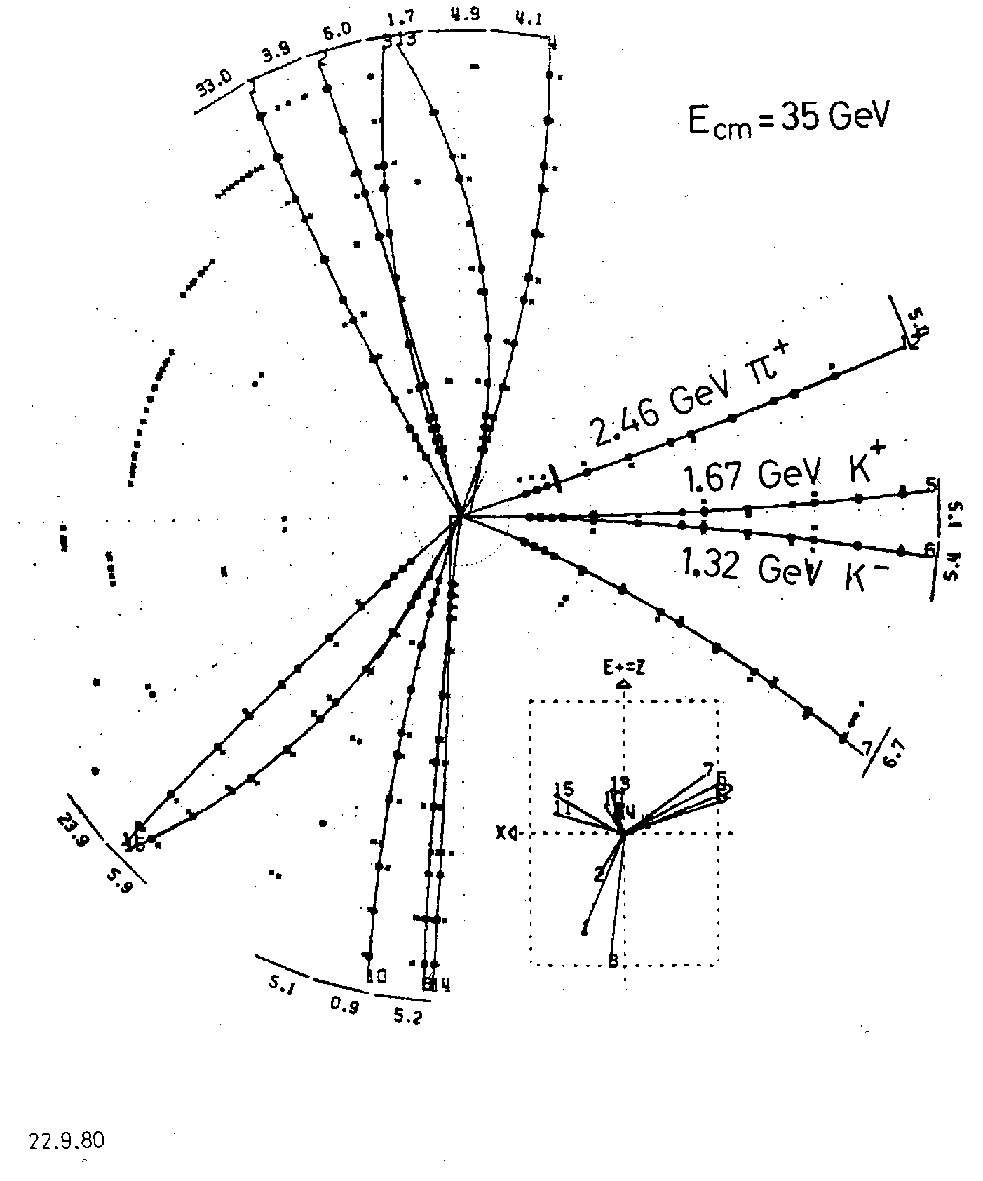
1979 entdeckten die Teilchenphysikexperimente am Positron-Elektron-Speicherring PETRA bei DESY das Gluon, das Trägerteilchen der starken Kraft

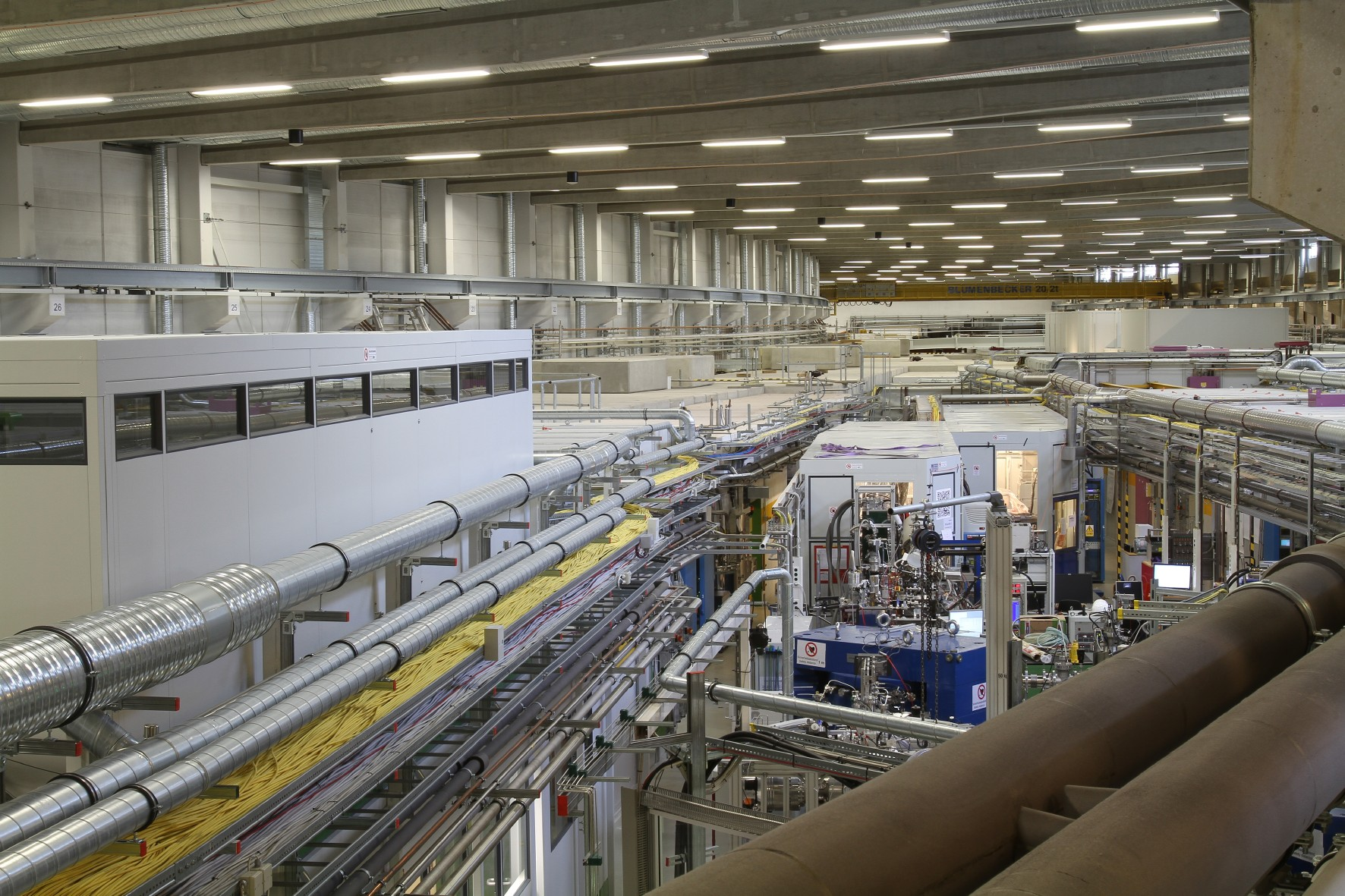
Blick über die Messstationen in der 300 m langen Experimentierhalle „Max von Laue“ an der Synchrotronstrahlungsquelle PETRA III bei DESY

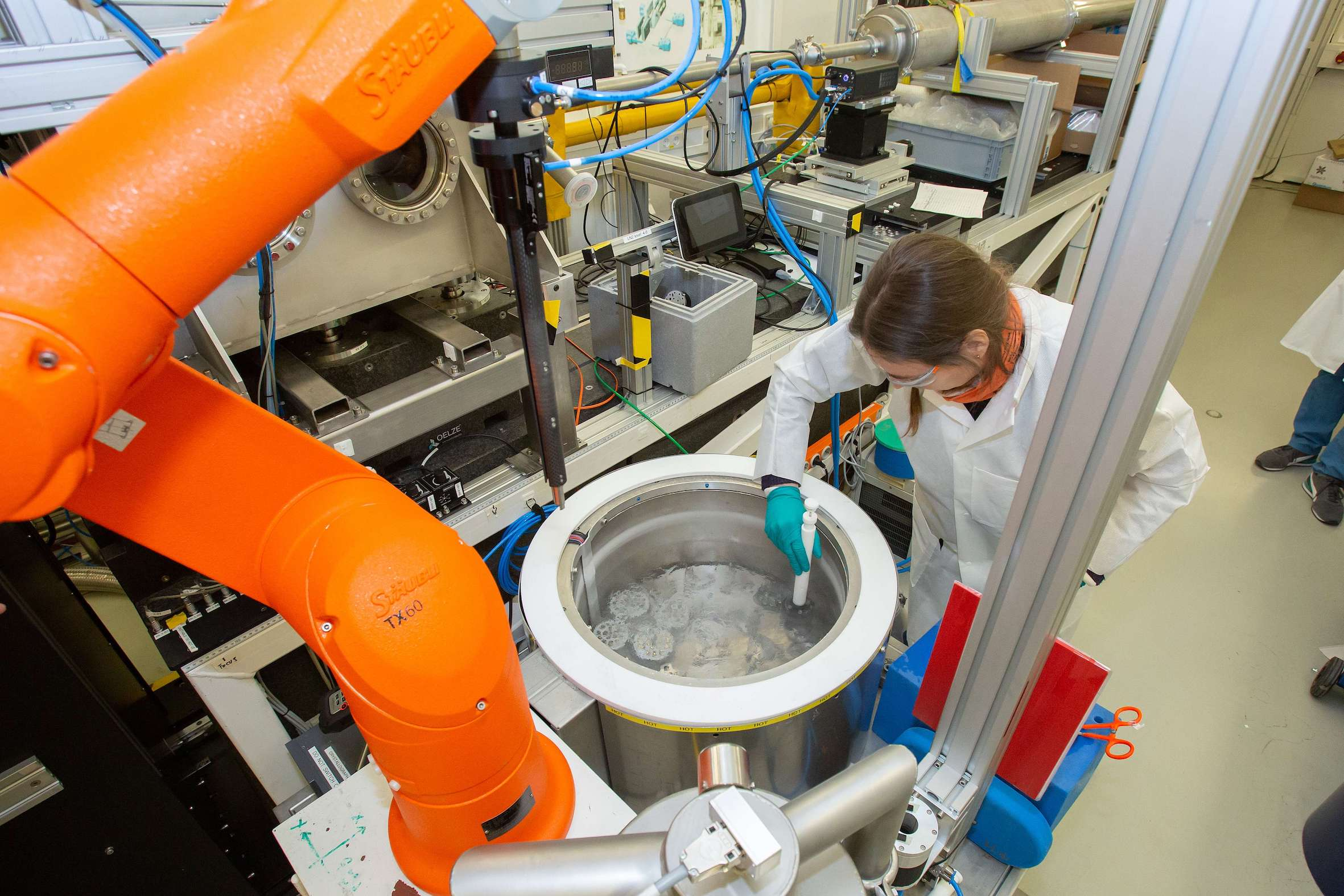
An der Synchrotronstrahlungsquelle PETRA III werden u. a. Experimente zur Erforschung des SARS-CoV-2-Virus durchgeführt

Der Teilchenbeschleuniger PETRA (Positron-Elektron-Tandem-Ring-Anlage) ist ein Speicherring des Forschungszentrums DESY in Hamburg. Er war der zweite Speicherring bei DESY, wurde von 1975 bis 1978 erbaut und ist weiterhin in Betrieb. Inzwischen wird die ursprünglich für Teilchenphysik-Experimente konstruierte Anlage nach umfangreichen Umbauten ausschließlich zur Erzeugung von Synchrotronstrahlung verwendet. Mit 2304 m Umfang war der Beschleuniger bei seiner Inbetriebnahme 1978 der weltweit größte Speicherring seiner Art und ist noch nach HERA der zweitgrößte Ringbeschleuniger von DESY.

## Teilchenphysik an PETRA
PETRA diente ursprünglich der Teilchenphysikforschung. Positronen und Elektronen konnten auf 19 GeV beschleunigt und zum Zusammenstoß gebracht werden. Damit erreichte PETRA eine rund fünfmal höhere Kollisionsenergie als vorangegangene Beschleuniger. Als einer der größten Erfolge der Colliding-Beam-Experimente TASSO, JADE, MARK-J und PLUTO an PETRA gilt die Entdeckung des Gluons, des Trägerteilchens der starken Kraft, im Jahr 1979. 1995 verlieh die European Physical Society (EPS) den TASSO-Mitgliedern Paul Söding, Björn Wiik, Günter Wolf und Sau Lan Wu den High Energy and Particle Physics Prize und den Forschungsgruppen der vier Experimente einen speziellen Preis für diese Entdeckung.
Die Forschung an PETRA führte zu einer intensiveren internationalen Nutzung der DESY-Anlagen. An den ersten Untersuchungen an PETRA beteiligten sich Forschende aus
China, Frankreich, Großbritannien, den Niederlanden, Israel, Japan, Kanada, Polen, der Sowjetunion, Spanien und den USA.

## PETRA II
Im Jahr 1988 wurde die Anlage unter dem Namen PETRA II als Vorbeschleuniger von Elektronen bzw. Positronen und ab 1990 auch von Protonen für den neuen Speicherring HERA in Betrieb genommen. Elektronen oder Positronen wurden dabei bis auf 12 GeV beschleunigt, Protonen bis 40 GeV.
Im März 1995 wurde PETRA II mit einem Undulator bestückt, um Synchrotronstrahlung mit einem intensiven Röntgenlichtanteil zu erzeugen. Danach diente PETRA II auch als Quelle für hochenergetische Synchrotronstrahlung mit zwei Testmessplätzen.

## PETRA III
Am 2. Juli 2007 endete die Nutzung von PETRA II als Vorbeschleuniger für HERA, weil HERA stillgelegt wurde. Danach begann der Umbau von PETRA II zu PETRA III, einer sehr starken Röntgenlichtquelle. Dazu wurden etwa 300 m der 2,3 km des Rings komplett neu gebaut und mit 14 Undulatoren bestückt. Am 16. November 2009 wurde PETRA III mit 14 Strahlführungen, an denen bis zu 30 Experimente stattfinden konnten, in Betrieb genommen. Um die Anzahl an Messplätzen zu erhöhen und damit die Strahlung mehr Nutzern zugänglich zu machen, wurden zusätzlich die Hallen Nord (Experimentierhalle „Paul P. Ewald“) und Ost (Experimentierhalle „Ada Yonath“) gebaut. Nach einjährigen Umbauarbeiten wurden die Forschungsarbeiten an PETRA III im April 2015 wieder aufgenommen.
PETRA III liefert hochenergetische Röntgenstrahlen mit sehr hoher Brillanz an 25 Strahlführungen mit über 40 Experimentierstationen, die von Forschungsgruppen aus aller Welt für Untersuchungen in Bereichen wie Physik, Chemie, Biologie, Medizin, Lebenswissenschaften, Geowissenschaften, Materialforschung und dem Studium von Kulturgütern genutzt werden. Untersucht werden insbesondere der atomare Aufbau und die Dynamik in unterschiedlichen Materialien sowie die Funktion biologischer Moleküle. Weitere Schwerpunkte sind die Erforschung neuer Nanomaterialien und Werkstoffe in Bereichen wie Materialforschung, Energietechnik und Informationstechnik sowie zeitaufgelöste Experimente unter realistischen Umgebungs- und Betriebsbedingungen (in situ und operando) zum besseren Verständnis von Prozessen, z. B. während katalytischer Reaktionen.